# Alexandru Adrian Popovici
Alexandru Adrian Popovici (sinh ngày 6 tháng 9 năm 1988) là một cầu thủ bóng đá người România thi đấu ở vị trí tiền vệ chạy cánh cho Poli Timișoara.

## Sự nghiệp câu lạc bộ

### Sự nghiệp ban đầu
Popovici bắt đầu sự nghiệp trẻ tại Politehnica Timișoara. Anh được cho mượn 3 lần để tích lũy kinh nghiệm ở Liga II cho FCM Reșița nơi anh thi đấu rất tốt và được gọi vào đội một. Tuy nhiên, anh lại được cho mượn đến câu lạc bộ hạng dưới CS Buftea và mùa đông năm 2009, anh được cho mượn lần nữa đến Gloria Buzău của Liga I.

### Politehnica Timișoara
Popovici có màn ra mắt tại Liga I năm 2007, trước kình địch Dinamo București. Vào ngày 13 tháng 11 năm 2010, Popovici ghi bàn thắng đầu tiên cho Politehnica Timișoara trong trận đấu trên sân khách trước nhà vô địch Unirea Urziceni. Anh mở tỉ số vào phút thứ 5 sau một pha chạy solo cá nhân.